# Renaud Bécard
Pour les articles homonymes, voir Bécard.
 (mai 2022).
Renaud Bécard est un comédien français ayant eu à deux reprises le premier prix du cours Simon[réf. nécessaire]. Il est aussi diplômé du Conservatoire national supérieur d'art dramatique.

## Biographie
Né à Paris, il se fait notamment remarquer au théâtre et dans la série Eva Mag avec Chantal Lauby[réf. nécessaire].

## Filmographie
- 1999 - 2000 : Eva Mag (série TV) : Thomas
- Joséphine, ange gardien; série Les Braves (série TV) avec Mimie Mathy : Éric
- 2002 : Le Doux Amour des hommes de Jean-Paul Civeyrac avec Claire Pérot[1]
- 2002 : Bad Karma d'Alexis Miansarow
- 2003 : Toutes ces belles promesses de Jean-Paul Civeyrac avec Jeanne Balibar et Valérie Crunchant[1]

## Théâtre
- 1993 : La Cagnotte de Labiche, mise en scène de Julie Brochen, Conservatoire de Paris[2]
- 1995 : Antoine et Cléopâtre de William Shakespeare, mise en scène Pascal Rambert, MC93 Bobigny
- 1999 : Un mois à la campagne d'Ivan Tourgueniev, mise en scène Yves Beaunesne, Théâtre de l'Athénée
- 2005 : Ceci est une chaise de Caryl Churchill (diffusion sur France Culture le 6 mars 2005)
- 2005 : Littoral de Wajdi Mouawad (Molière du meilleur auteur francophone)
- 2005 : Viol de Botho Strauss, mise en scène Luc Bondy, Théâtre de l'Odéon